# Lacey Von Erich
Lacey Adkisson (* 17. Juli 1986 in Dallas, Texas), besser bekannt unter ihrem Ringnamen Lacey Von Erich, ist eine US-amerikanische Wrestlerin.

## Privates
Adkisson ist Teil der Von-Erich-Familie: Ihr Großvater war Fritz Von Erich, ihr Vater war Kerry Von Erich. Sie hat eine ältere Schwester namens Hollie Adkisson.
Adkisson betreibt eine eigene Werbeagentur in Südkalifornien.

## Wrestlingkarriere

### World Wrestling Entertainment (2007)
Adkisson unterzeichnete einen Entwicklungsvertrag beim Wrestling-Marktführer World Wrestling Entertainment im August 2007 und wurde daraufhin zur WWE-Aufbauliga Florida Championship Wrestling (FCW) in Tampa im Bundesstaat Florida beordert. Somit wurde sie aufgrund der langen Wrestlingtradition der Von-Erich-Familie zur Wrestlerin in dritter Generation. Adkisson absolvierte ihr Debüt bei der FCW am 5. September 2007 als Valet von Billy Kidman mit dem Ringnamen Lacey Von Erich. Am 25. September 2007 trat sie anschließend ebenfalls als Valet von Ryan O' Reilly zusammen mit Maryse Ouellet auf. Ihren ersten Auftritt als Wrestlerin hatte sie am 9. Oktober 2007, bei dem sie in einem Match gegen Natalya Neidhart gemäß Storyline verlieren musste. Adkissons Vertrag wurde Ende 2007 gekündigt.
Weiterhin nahm sie an der WrestleMania XXV als Zuschauerin teil, als die Von-Erich-Familie in die WWE Hall of Fame mit Zustimmung ihres Onkels, Kevin Von Erich, aufgenommen wurde.

### Independent (seit 2008)
Am 8. März 2008 kehrte Adkisson als Lacey Von Erich zusammen mit Missy Hyatt in einem Match gegen Angel Orsini in Lake Hiawatha, New Jersey, zurück in den Ring, wobei sie dort skriptgerecht gewann. Bei der Wrestlingorganisation Professional Championship Wrestling (PCW) in Arlington (Texas) debütierte sie im Anschluss daran am 22. März 2008, hierbei durfte sie zusammen mit Action Jackson in einem Tag-Team-Match Mike Foxx und Claudia besiegen. Vor ihrem PCW-Auftritt hatte sie bereits in einem gemischten Tag Team-Match gegen JT Lamotta und Miss Diss Lexia bei Sovereign World Wrestling Alliance (SWWA) in Granbury teilgenommen. Adkisson trat darüber hinaus Pro Wrestling Revolution (PWR) am 7. Juni 2008 bei, wo sie im Rahmen einer PWR-Veranstaltung in San Francisco im Dezember 2008 gegen Cheerleader Melissa gewinnen durfte.
Am 10. Juli 2009 war es ihr erlaubt, Mia Martinez, Faith, Huntress und Kimberly Kash zu besiegen, wodurch sie den Titel des WCPW Ladies Championship erhielt.

### Wrestlicious (2009–2010)
2009 startete Adkisson ihre Zusammenarbeit mit der von Jimmy Hart gegründeten Damen-Wrestling-Promotion Wrestlicious, deren Sendungen ab März 2010 ausgestrahlt wurden. Sie kündigte jedoch aufgrund der Vertragsunterzeichnung bei TNA nach Aufzeichnung der ersten Folgen in beiderseitigem Einvernehmen. Im Rahmen der aufgezeichneten Auftritte debütierte sie in der Takedown-Folge, dem Sendeformat von Wrestlicious, am 17. März in einem Tag Team-Match mit Amber Lively, bei dem beide ihre Gegnerinnen Draculetta und White Magic durch Disqualifikation besiegen durften. In der Episode vom 7. April nahm sie an einem Battle-Royal-Match teil, bei dem sie allerdings vorzeitig ausscheiden musste. Am 19. Mai trat Adkisson erneut als Lacey Von Erich in Takedown auf, indem sie bei einem Submission-Match von Alexandra the Great gegen Kickstart Katie gemäß Handlung zu Gunsten ersterer unterstützend eingriff.

### Total Nonstop Action Wrestling (2009–2010)

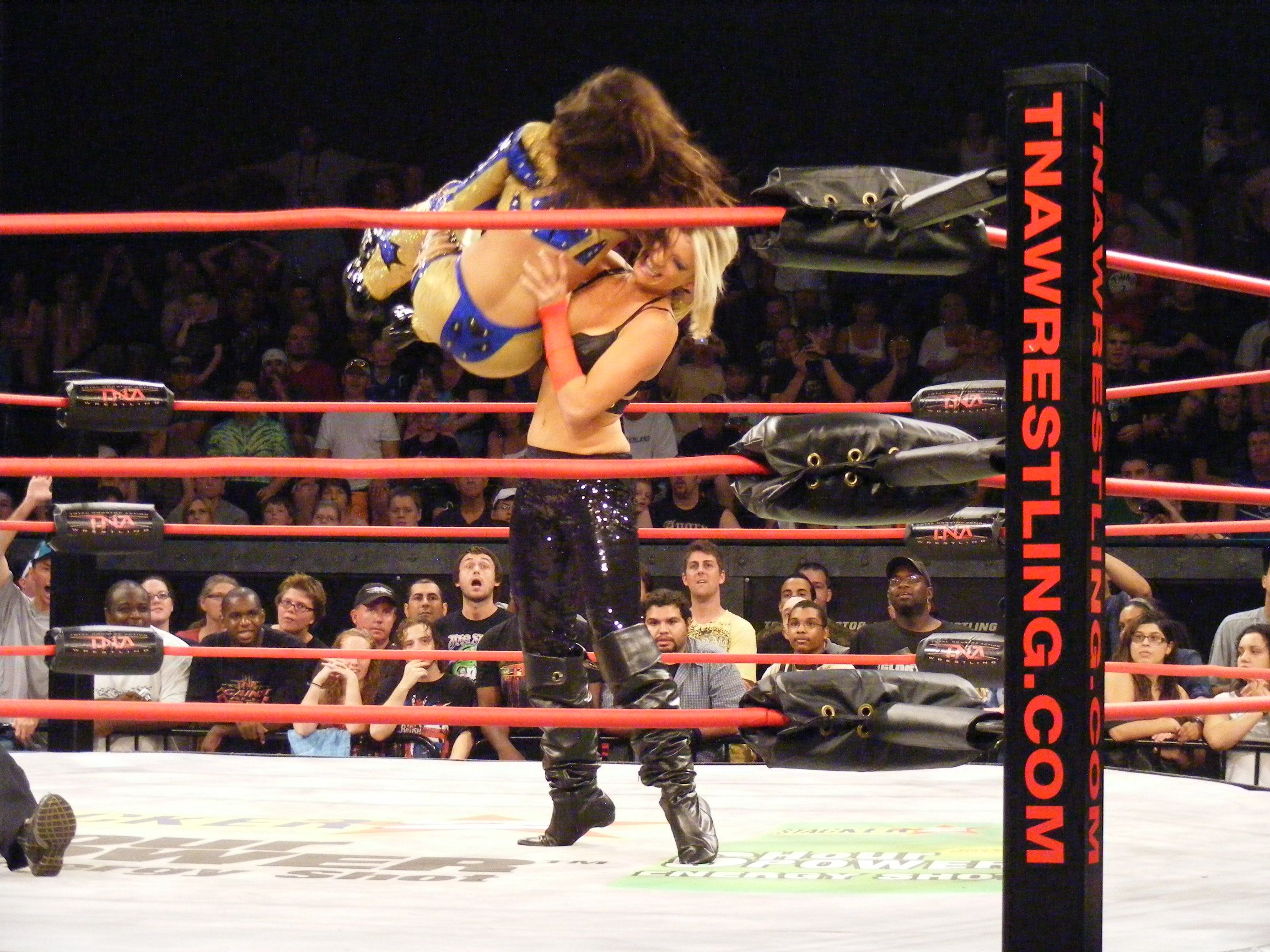
Von Erich vollzieht einen Chokeslam an Sarita.

Am 1. Oktober 2009 absolvierte Adkisson als Lacey Von Erich in einer Folge von TNA iMPACT! ihr Debüt als Heel und wurde Teil des Wrestlingstables The Beautiful People, indem sie für Velvet Sky und Madison Rayne in deren Match gegen Taylor Wilde und Sarita eingriff. Ihr erstes Match gewann sie zusammen mit Sky und Rayne 15. Oktober gegen Awesome Kong, ODB und Tara.
Nachdem am 8. März 2010 Rayne und Sky die Teams von Angelina Love und Tara sowie Sarita und Taylor Wilde in einem Three-Way-Match besiegen durften und so den vakanten TNA Knockout Tag Team Championship erhielten, wurde auch Adkisson zur Titelträgerin und durfte diesen somit nicht nur führen, sondern als Teil der Beautiful People verteidigen. Am 17. Juli 2010 verloren sie den Titel bei TNA iMPACT! an Hamada und Taylor Wilde. Nachdem sie nur noch sporadisch eingesetzt worden war, gab Adkisson am 11. November 2010 bekannt, TNA zu verlassen.

### Hulkamania: Let the Battle Begin (2009)
Im November 2009 nahm Adkisson an der Australien-Tour von Hulkamania: Let the Battle Begin teil, die von Hulk Hogan organisiert wurde. Hierbei durfte sie im Rahmen der Tour einen Bikini-Wettbewerb gewinnen sowie im Hauptereignis der Veranstaltung, dem Match zwischen Hogan und Ric Flair, zu Gunsten von Flair eingreifen. Sie trat darüber hinaus als Flairs Valet auf.

## Erfolge

### Wrestling
- Total Nonstop Action Wrestling
  - 1× TNA Knockout Tag Team Championship – mit Madison Rayne und Velvet Sky als The Beautiful People

- Windy City Pro Wrestling (WCPW)
  - 1× WCPW Ladies Championship

## Sonstiges
Im Jahr 2000 spielte sie im Film Mercy eine Nebenrolle als Schwester der Protagonistin.